# Test Bragarda
Test Bragarda – badany przy stwierdzeniu dodatniego objawu Lasegue’a. Polega na uniesieniu kończyny dolnej wyprostowanej w stawie kolanowym aż do momentu wystąpienia dolegliwości bólowych. Następnie badający opuszcza kończynę do poziomu, w którym ból przestaje występować. Następnie doprowadza się do zgięcia grzbietowego w stawie skokowym. Pojawienie się bólu świadczy o ucisku korzeni nerwowych. Brak bólu świadczy o innej przyczynie zaburzenia.